# SBV Excelsior in het seizoen 1999/00
Het seizoen 1999/2000 was het 46e jaar in het bestaan van de Rotterdamse betaaldvoetbalclub Excelsior. De club kwam uit in de Eerste divisie en eindigde daarin op de vierde plaats. In de nacompetitie werd de derde plaats behaald, dit was niet voldoende voor promotie. Tevens deed de club mee aan het toernooi om de KNVB Beker, hierin werd in de achtste finale verloren van N.E.C. (0–1).

## Wedstrijdstatistieken

### Eerste divisie
|       | ADO Den Haag | Dordrecht '90 | Eindhoven | Emmen | HFC Haarlem | Go Ahead Eagles | FC Groningen | Helmond Sport | Heracles Almelo | NAC   | RBC Roosendaal | Telstar | TOP Oss | BV Veendam | FC Volendam | VVV   | FC Zwolle |
| ----- | ------------ | ------------- | --------- | ----- | ----------- | --------------- | ------------ | ------------- | --------------- | ----- | -------------- | ------- | ------- | ---------- | ----------- | ----- | --------- |
| Thuis | 2 – 0        | 1 – 2         | 1 – 2     | 3 – 1 | 1 – 0       | 1 – 0           | 4 – 0        | 3 – 0         | 1 – 2           | 2 – 3 | 4 – 2          | 0 – 2   | 3 – 0   | 2 – 2      | 4 – 0       | 3 – 0 | 1 – 3     |
| Uit   | 2 – 1        | 2 – 4         | 1 – 3     | 0 – 0 | 1 – 2       | 4 – 2           | 1 – 0        | 4 – 1         | 1 – 3           | 1 – 2 | 3 – 3          | 1 – 1   | 1 – 4   | 1 – 2      | 1 – 3       | 1 – 1 | 4 – 2     |

### Nacompetitie
| Speelronde 1                                  | RBC Roosendaal                                                          | 1 – 1 (0 – 1) | Excelsior                                                          |
| 17 mei 2000 Plaats: Roosendaal De Luiten      | Iwan Redan 85'                                                          |               | 44' Michel Kruijer                                                 |
| Speelronde 2                                  | Excelsior                                                               | 1 – 2 (1 – 1) | Cambuur Leeuwarden                                                 |
| 20 mei 2000 Plaats: Rotterdam Woudestein      | Sjaak Polak 31'                                                         |               | 29' Sandor van der Heide 55' Kenneth Goudmijn                      |
| Speelronde 3                                  | FC Zwolle                                                               | 4 – 2 (2 – 1) | Excelsior                                                          |
| 23 mei 2000 Plaats: Zwolle Oosterenkstadion   | Dirk Jan Derksen 39', 45' Claus Boekweg 80' (pen.) Arjan Bosschaart 82' |               | 15' Brian Pinas 76' David Connolly                                 |
| Speelronde 4                                  | Excelsior                                                               | 2 – 1 (0 – 0) | FC Zwolle                                                          |
| 26 mei 2000 Plaats: Rotterdam Woudestein      | Geert den Ouden 78' Sjaak Polak 81' (pen.)                              |               | 55' Claus Boekweg                                                  |
| Speelronde 5                                  | Cambuur Leeuwarden                                                      | 2 – 3 (1 – 1) | Excelsior                                                          |
| 30 mei 2000 Plaats: Leeuwarden Cambuurstadion | Rudy Mann 42' Maickel Ferrier 67'                                       |               | 3' (pen.) Sjaak Polak 76' Patrick Mtiliga 90' David Connolly       |
| Speelronde 6                                  | Excelsior                                                               | 2 – 4 (1 – 2) | RBC Roosendaal                                                     |
| 3 juni 2000 Plaats: Rotterdam Woudestein      | Patrick Mtiliga 20' David Connolly 85'                                  |               | 42', 45' John van Loenhout 59' Martijn van Galen 61' Damien Hertog |

### KNVB Beker
| Groepsfase                                                      | ADO Den Haag 2                         | 2 – 3 (1 – 2) | Excelsior                                                                     |
| 3 augustus 1999 Plaats: Den Haag Zuiderparkstadion              | Peter Maseland 32' Marco Noordanus 78' |               | 24' Volkan Kahraman 28' Geert den Ouden 88' Patrick Mtiliga                   |
| Groepsfase                                                      | Scheveningen                           | 1 – 3 (1 – 1) | Excelsior                                                                     |
| 10 augustus 1999 Plaats: Scheveningen Houtrust                  | Ype Haytema 40'                        |               | 13' Geert den Ouden 60', 62' David Connolly                                   |
| Groepsfase                                                      | VVSB                                   | 1 – 5 (0 – 2) | Excelsior                                                                     |
| 24 augustus 1999 Plaats: Noordwijkerhout Sportpark de Boekhorst | Mark Ens 55'                           |               | 4' Daniël Rijaard 23', 67' Geert den Ouden 72' Jarda Šimr 80' Volkan Kahraman |
| 2e ronde                                                        | Excelsior                              | 2 – 1 (1 – 0) | Emmen                                                                         |
| 23 september 1999 Plaats: Rotterdam Woudestein                  | David Connolly 26' Sjaak Polak 83'     |               | 67' Michel van Oostrum                                                        |
| 3e ronde                                                        | Excelsior                              | 3 – 2 (2 – 0) | Fortuna Sittard                                                               |
| 28 oktober 1999 Plaats: Rotterdam Woudestein                    | David Connolly 7', 13', 84'            |               | 62' Rolf Landerl 73' Joost Volmer                                             |
| Achtste finale                                                  | N.E.C.                                 | 1 – 0 (0 – 0) | Excelsior                                                                     |
| 28 januari 2000 Plaats: Nijmegen Goffertstadion                 | Jack de Gier 68'                       |               |                                                                               |

## Statistieken Excelsior 1999/2000

### Eindstand Excelsior in de Nederlandse Eerste divisie 1999 / 2000
| Stand | Gespeeld | Gewonnen | Gelijk | Verloren | Punten | Doelpunten voor | Doelpunten tegen |
| ----- | -------- | -------- | ------ | -------- | ------ | --------------- | ---------------- |
| 4e    | 34       | 18       | 5      | 11       | 59     | 70              | 48               |

### Topscorers
| #                    | Naam              | Goal |
| -------------------- | ----------------- | ---- |
| 1.                   | David Connolly    | 29   |
| 2.                   | Geert den Ouden   | 13   |
| 3.                   | Patrick Mtiliga   | 10   |
| 4.                   | Sjaak Polak       | 4    |
| 5.                   | Brian Pinas       | 3    |
| 5.                   | Jarda Šimr        | 3    |
| 7.                   | Alpha Turay       | 2    |
| 8.                   | Bekri Bajraktaraj | 1    |
| 8.                   | John Feskens      | 1    |
| 8.                   | Volkan Kahraman   | 1    |
| 8.                   | Mark van Zanten   | 1    |
| Onbekende doelpunten |                   |      |
| –                    | Onbekend          | 2    |
| Totaal               | Totaal            | 70   |

| #      | Naam            | Goal |
| ------ | --------------- | ---- |
| 1.     | David Connolly  | 3    |
| 1.     | Sjaak Polak     | 3    |
| 3.     | Patrick Mtiliga | 2    |
| 4.     | Michel Kruijer  | 1    |
| 4.     | Geert den Ouden | 1    |
| 4.     | Brian Pinas     | 1    |
| Totaal | Totaal          | 11   |

| #      | Naam            | Goal |
| ------ | --------------- | ---- |
| 1.     | David Connolly  | 6    |
| 2.     | Geert den Ouden | 4    |
| 3.     | Volkan Kahraman | 2    |
| 4.     | Patrick Mtiliga | 1    |
| 4.     | Sjaak Polak     | 1    |
| 4.     | Daniël Rijaard  | 1    |
| 4.     | Jarda Šimr      | 1    |
| Totaal | Totaal          | 16   |

## Voetnoten
ADO Den Haag ·
Dordrecht '90 ·
Eindhoven ·
Emmen ·
Excelsior ·
Go Ahead Eagles ·
FC Groningen ·
Haarlem ·
Helmond Sport ·
Heracles Almelo ·
NAC ·
RBC Roosendaal ·
Telstar ·
TOP Oss ·
BV Veendam ·
FC Volendam ·
VVV ·
FC Zwolle